# Academie voor Schone Kunsten in Warschau
De Academie voor Schone Kunsten in Warschau (Pools: Akademia Sztuk Pięknych w Warszawie), is een openbare kunstacademie voor toegepaste en beeldende kunst in de Poolse hoofdstad Warschau. Het grootste deel van de academie is gevestigd in het Czapskipaleis.

## Geschiedenis
De instelling werd in 1904 opgericht als Warschause School voor Schone Kunsten (Warszawską Szkołę Sztuk Pięknych) en had Kazimierz Stabrowski als eerste directeur. Eerder had er in Warschau hoger kunstonderwijs bestaan aan de kunstfaculteit van de universiteit van Warschau (1816-1831) en aan de School voor Schone Kunsten (Szkoła Sztuk Pięknych, 1844-1864). Omdat de studenten van deze school aan de Januariopstand van 1863 hadden deelgenomen, werd deze gesloten en in 1865 voortgezet als tekenklas (Klasa Rysunkowa). 
In 1914 betrok de toen tien jaar oude School voor Schone Kunsten nieuwbouw aan de ul. Wybrzeże Kościuszkowskie, een door Alfons Gravier ontworpen gebouw. In 1921 kreeg de instelling de status van academie, waarmee ze ook haar huidige naam kreeg.
Na de Tweede Wereldoorlog verhuisde de instelling naar het Czapskipaleis aan de ul. Krakowskie Przedmieście: ze kreeg het verwoeste gebouw in 1947 in handen, maar het kon pas in 1959 in gebruik worden genomen. In 1985 werd er ook een museum in gevestigd. Het pand uit 1914, dat na de oorlog een cultureel centrum werd, wordt inmiddels gebruikt door de faculteiten Beeldhouwkunst, Conservatie en Management van Beeldcultuur.

## Faculteiten
- Schilderkunst
- Beeldhouwkunst
- Grafische kunst
- Conservatie en restauratie van kunstwerken
- Interieurdesign
- Design
- Mediakunst
- Stagedesign
- Management van Beeldcultuur

## Bekende docenten en studenten
- Kazimierz Stabrowski (1869-1929), rector van 1904 tot 1909
- Mikalojus Konstantinas Čiurlionis (Pools: Czurlanis) (1875-1911)
- Nathan Rapoport (1911-1987)
- Henryk Tomaszewski (1914-2005)
- Magdalena Wiecek (1924-2008)
- Magdalena Abakanowicz (1930)
- David van de Kop (1937-1994)
- Pierre Bernard (1942)
- Marike Stokker (1950)